# Angelo Raffaele Panzetta

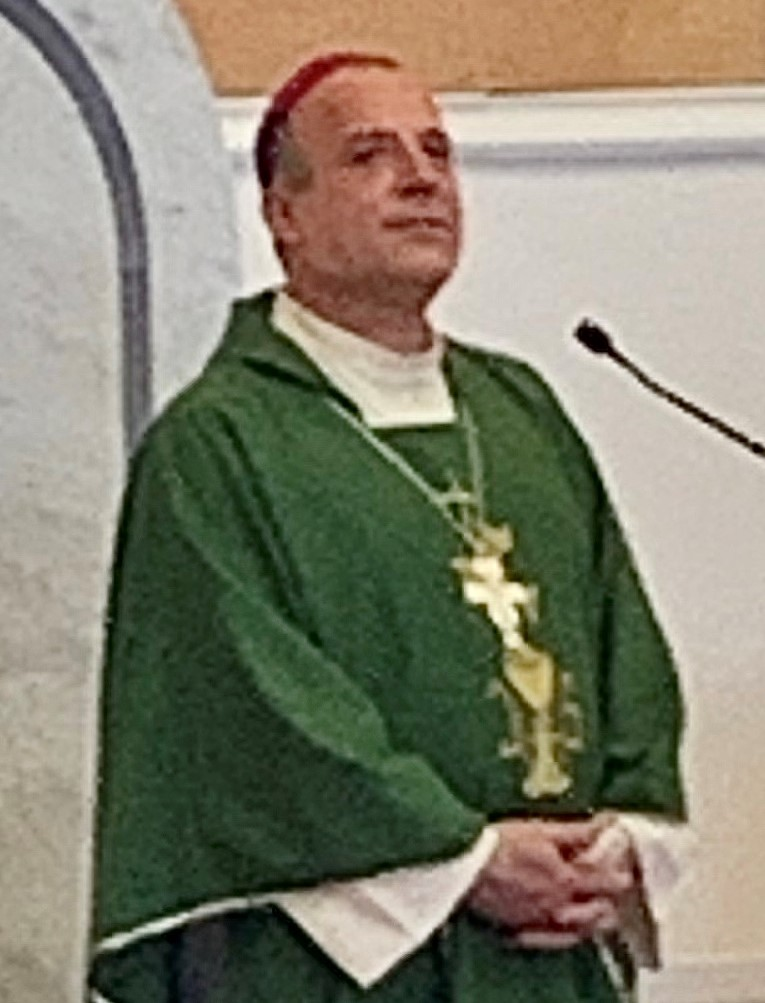
Angelo Raffaele Panzetta

Wappen von Angelo Raffaele Panzetta als Erzbischof von Crotone-Santa Severina

Angelo Raffaele Panzetta (* 26. August 1966 in Pulsano, Provinz Tarent) ist ein italienischer römisch-katholischer Geistlicher und Erzbischof von Lecce.

## Leben
Angelo Raffaele Panzetta besuchte das Knabenseminar und trat nach dem Abitur in das Regionalseminar in Molfetta ein. Am 14. April 1993 empfing er das Sakrament der Priesterweihe für das Erzbistum Tarent.
Nach weiteren Studien der Moraltheologie an der Päpstlichen Akademie Alfonsiana erwarb er 1994 das Lizenziat und wurde 2000 zum Dr. theol. promoviert. Neben verschiedenen Aufgaben in der Pfarrseelsorge war er unter anderem persönlicher Sekretär von Erzbischof Benigno Luigi Papa OFMCap. Von 2000 bis 2002 war er Spiritual am interdiözesanen Priesterseminar in Poggio Galeso und von 2008 bis 2011 am Regionalseminar in Molfetta. Zeitweise war er Verantwortlicher des Erzbistums und später der Region Apulien für die Familienpastoral. Von 2006 bis zu seiner Ernennung zum Erzbischof war er geistlicher Assistent der Gemeinschaft der Charismatischen Erneuerung im Erzbistum Tarent. Am Theologischen Institut für Apulien lehrte er als ständiger außerordentlicher Dozent Moraltheologie. Von 2008 bis 2011 war er Vizepräses und anschließend Präses des Instituts.
Am 7. November 2019 ernannte ihn Papst Franziskus zum Erzbischof von Crotone-Santa Severina. Die Bischofsweihe spendete ihm der Erzbischof von Tarent, Filippo Santoro, am 27. Dezember desselben Jahres in der Konkathedrale von Tarent. Mitkonsekratoren waren dessen Vorgänger Benigno Luigi Papa OFMCap und sein Amtsvorgänger als Erzbischof von Crotone-Santa Severina, Domenico Graziani. Vom 15. September 2021 bis 9. Januar 2022 war Angelo Raffaele Panzetta zudem Apostolischer Administrator des vakanten Erzbistums Catanzaro-Squillace.
Papst Franziskus bestellte ihn am 28. August 2024 zum Koadjutorerzbischof von Lecce. Die Amtseinführung fand am 26. September desselben Jahres statt. Am 18. Juni 2025 wurde Panzetta in Nachfolge von Michele Seccia, dessen vorzeitiges Rücktrittsgesuch am selben Tag von Papst Leo XIV. angenommen worden war, Erzbischof von Lecce.